# ショウナンカンプ
ショウナンカンプ（欧字名:Shonan Kampf、1998年3月7日 - 2020年3月12日）は、日本の競走馬、種牡馬。
2002年の高松宮記念（GI）、スワンステークス（GII）優勝馬である。その他の勝ち鞍に、2003年の阪急杯（GIII）。

## 戦績
- 特記事項なき場合、本節の出典はJBISサーチ[5]

2001年1月7日、中山競馬場の新馬戦でデビューし、11着。デビューから10戦はガーネットステークスも含めてダートの短距離戦を使われ、初の芝レースとなった2002年2月京都競馬場の1600万下特別山城ステークスでビリーヴらを相手に逃げ切ると、余勢をかってオープン特別のオーシャンステークスも勝ち、高松宮記念も逃げ切りで勝利、重賞初勝利をGI初勝利で飾った。続く2戦は函館スプリントステークス4着、新潟競馬場でのスプリンターズステークスではビリーヴの3着と勝ちきれなかったが、スワンステークスでは逃げ切り勝利を挙げ、暮れの香港スプリントに挑戦するが10着に終わる。5歳になって阪急杯を逃げ切り勝ち、高松宮記念連覇に挑んだが、ビリーヴの7着に終わって連覇はならず、その後右前浅屈腱炎を発症して引退した。

## 競走成績
以下の内容は、netkeiba.com、JBISサーチ、香港賽馬會に基づく。
| 年月日     | 競馬場 | 競走名          | 格   | 頭数 | 枠番 | 馬番 | オッズ （人気） | オッズ （人気） | 着順 | 騎手     | 斤量   | 距離（馬場）  | タイム | 着差 | 勝ち馬/（2着馬）       |
| ---------- | ------ | --------------- | ---- | ---- | ---- | ---- | --------------- | --------------- | ---- | -------- | ------ | ------------- | ------ | ---- | ---------------------- |
| 2001.01.07 | 中山   | 3歳新馬         |      | 12   | 2    | 2    | 10.5            | （4人）         | 11着 | 吉田豊   | 55kg   | ダ1800m（良） | 2:00.1 | -5.0 | ケイアイサウンド       |
| 0000.01.21 | 中山   | 3歳新馬         |      | 16   | 1    | 1    | 17.8            | （5人）         | 03着 | 高橋智大 | 52kg   | ダ1200m（重） | 1:12.6 | -1.4 | ティエッチコマンド     |
| 0000.06.03 | 東京   | 3歳未勝利       |      | 16   | 7    | 13   | 05.5            | （3人）         | 06着 | 吉田豊   | 55kg   | ダ1600m（良） | 1:40.1 | -1.3 | リアルブルーバード     |
| 0000.07.01 | 福島   | 3歳未勝利       |      | 12   | 3    | 3    | 01.3            | （1人）         | 01着 | 吉田豊   | 55kg   | ダ1000m（不） | 0:59.4 | -0.3 | （サンライズマヤッカ） |
| 0000.07.22 | 函館   | 3歳上500万下    |      | 12   | 7    | 10   | 18.8            | （5人）         | 02着 | 吉田豊   | 55kg   | ダ1000m（良） | 0:59.3 | -0.1 | キャッツプライド       |
| 0000.08.04 | 札幌   | 3歳上500万下    |      | 12   | 8    | 11   | 02.3            | （1人）         | 10着 | 中舘英二 | 56kg   | ダ1000m（稍） | 1:00.9 | -2.7 | タイキルビー           |
| 0000.08.18 | 札幌   | 3歳上500万下    |      | 11   | 6    | 8    | 03.9            | （2人）         | 01着 | 中舘英二 | 55kg   | ダ1000m（良） | 0:59.1 | -0.3 | （オートバクシンオー） |
| 0000.12.08 | 中山   | 初霜特別        | 1000 | 13   | 5    | 7    | 16.3            | （4人）         | 01着 | 吉田豊   | 55kg   | ダ1200m（良） | 1:09.9 | -0.3 | （マルターズホーク）   |
| 2002.01.06 | 東京   | ガーネットS     | GIII | 16   | 8    | 15   | 12.9            | （6人）         | 11着 | 吉田豊   | 55kg   | ダ1200m（良） | 1:11.9 | -1.6 | ブロードアピール       |
| 0000.02.03 | 京都   | 橿原S           | 1600 | 15   | 4    | 7    | 08.2            | （3人）         | 03着 | 河内洋   | 55kg   | ダ1200m（良） | 1:11.8 | -1.2 | ディバインシルバー     |
| 0000.02.17 | 京都   | 山城S           | 1600 | 10   | 1    | 1    | 7.3             | （5人）         | 01着 | 藤田伸二 | 56kg   | 芝1200m（良） | 1:07.8 | -0.4 | （ビリーヴ）           |
| 0000.03.02 | 中山   | オーシャンS     | OP   | 14   | 8    | 14   | 03.1            | （1人）         | 01着 | 吉田豊   | 56kg   | 芝1200m（良） | 1:07.3 | -0.4 | （ナムラマイカ）       |
| 0000.03.24 | 中京   | 高松宮記念      | GI   | 18   | 3    | 5    | 06.6            | （3人）         | 01着 | 藤田伸二 | 57kg   | 芝1200m（良） | 1:08.4 | -0.6 | （アドマイヤコジーン） |
| 0000.06.30 | 函館   | 函館スプリントS | GIII | 12   | 1    | 1    | 01.2            | （1人）         | 04着 | 藤田伸二 | 56kg   | 芝1200m（良） | 1:10.8 | -0.5 | サニングデール         |
| 0000.09.29 | 新潟   | スプリンターズS | GI   | 11   | 8    | 11   | 03.9            | （2人）         | 03着 | 藤田伸二 | 57kg   | 芝1200m（良） | 1:07.9 | -0.2 | ビリーヴ               |
| 0000.10.26 | 京都   | スワンS         | GII  | 18   | 3    | 5    | 05.3            | （2人）         | 01着 | 藤田伸二 | 59kg   | 芝1400m（良） | 1:19.8 | -0.5 | （リキアイタイカン）   |
| 0000.12.15 | 沙田   | 香港スプリント  | G1   | 14   | 10   | 3    | 09.8            | （4人）         | 10着 | 藤田伸二 | 126lbs | 芝1000m（GF） | 0:57.4 | -1.0 | All Thrills Too        |
| 2003.03.02 | 阪神   | 阪急杯          | GIII | 15   | 4    | 7    | 02.5            | （1人）         | 01着 | 藤田伸二 | 59kg   | 芝1200m（稍） | 1:08.5 | -0.4 | （サニングデール）     |
| 0000.03.30 | 中京   | 高松宮記念      | GI   | 18   | 1    | 2    | 01.5            | （1人）         | 07着 | 藤田伸二 | 57kg   | 芝1200m（良） | 1:08.6 | -0.5 | ビリーヴ               |

- 香港スプリントのオッズおよび人気は、香港賽馬會によるもの。また、「Draw」が枠番、「Horse No.」が馬番に該当。
- 馬場状態：Fm=Firm, GF=Good to Firm, Gd=Good, GS=Good to Soft, Y=Yielding, Sft=Soft, Hy=Heavy
- 着差：dht=dead heat（同着）, nse=nose（ハナ）, shd=short head（短頭）, hd=head（アタマ）, nk=neck（クビ）, l=length（馬身）, dist=distance（大差）

## 種牡馬時代
2004年から北海道静内町のレックススタッドにて種牡馬となる。初年度は59頭に種付けを行い、翌2005年には第一世代となる産駒が誕生。そのうち18頭が血統登録された。2007年、函館競馬場での2歳新馬戦でアイリスモレアが勝利し、これが産駒の中央競馬・地方競馬通じての初勝利となった。中央で2頭のオープン馬を出したことにより、2009年の種付け頭数は前年比から増加した。
2020年3月12日、余生を過ごしていた宮崎県の吉野牧場にて、放牧中の事故で死亡した。
産駒のなかで、ミキノドラマーが後継種牡馬となった。

### 主な産駒
- ショウナンアチーヴ（ニュージーランドトロフィー、朝日杯フューチュリティステークス2着）[9]
- ショウナンカザン（淀短距離ステークス、シルクロードステークス2着）[10]
- ショウナンカッサイ（ききょうステークス、阪神ジュベナイルフィリーズ4着）[11]
- モトヒメ（福島2歳ステークス）[12]
- ナリタスターワン（北九州記念2着）[13]
- ラブカンプー（CBC賞、スプリンターズステークス2着、セントウルステークス2着、アイビスサマーダッシュ2着、葵ステークス2着）[14]
- ミキノドラマー（ルミエールオータムダッシュ）[15]

### 母の父として主な産駒
- ディアセルヴィス（福島2歳ステークス）父アドマイヤジャパン[16]

## 血統表
| ショウナンカンプの血統          | ショウナンカンプの血統                                | ショウナンカンプの血統                                | （血統表の出典）                                      | （血統表の出典） |
| 父系                            | テスコボーイ系                                        | テスコボーイ系                                        | テスコボーイ系                                        | [ § 2 ]          |
| 父 サクラバクシンオー 1989 鹿毛 | 父の父サクラユタカオー 1982 栗毛                      | *テスコボーイ Tesco Boy                               | Princely Gift                                         | Princely Gift    |
| 父 サクラバクシンオー 1989 鹿毛 | 父の父サクラユタカオー 1982 栗毛                      | *テスコボーイ Tesco Boy                               | Suncourt                                              |                  |
| 父 サクラバクシンオー 1989 鹿毛 | 父の父サクラユタカオー 1982 栗毛                      | アンジェリカ                                          | *ネヴァービート                                       | *ネヴァービート  |
| 父 サクラバクシンオー 1989 鹿毛 | 父の父サクラユタカオー 1982 栗毛                      | アンジェリカ                                          | スターハイネス                                        |                  |
| 父 サクラバクシンオー 1989 鹿毛 | 父の母サクラハゴロモ 1984 鹿毛                        | *ノーザンテースト Northern Taste                      | Northern Dancer                                       | Northern Dancer  |
| 父 サクラバクシンオー 1989 鹿毛 | 父の母サクラハゴロモ 1984 鹿毛                        | *ノーザンテースト Northern Taste                      | Lady Victoria                                         |                  |
| 父 サクラバクシンオー 1989 鹿毛 | 父の母サクラハゴロモ 1984 鹿毛                        | *クリアアンバー Clear Amber                           | Ambiopoise                                            | Ambiopoise       |
| 父 サクラバクシンオー 1989 鹿毛 | 父の母サクラハゴロモ 1984 鹿毛                        | *クリアアンバー Clear Amber                           | One Clear Call                                        |                  |
| 母 ショウナングレイス 1989 鹿毛 | 母の父*ラッキーソブリン Lucky Sovereign 1974 鹿毛     | Nijinsky                                              | Northern Dancer                                       | Northern Dancer  |
| 母 ショウナングレイス 1989 鹿毛 | 母の父*ラッキーソブリン Lucky Sovereign 1974 鹿毛     | Nijinsky                                              | Flaming Page                                          |                  |
| 母 ショウナングレイス 1989 鹿毛 | 母の父*ラッキーソブリン Lucky Sovereign 1974 鹿毛     | Sovereign                                             | Pardao                                                | Pardao           |
| 母 ショウナングレイス 1989 鹿毛 | 母の父*ラッキーソブリン Lucky Sovereign 1974 鹿毛     | Sovereign                                             | Urshalim                                              |                  |
| 母 ショウナングレイス 1989 鹿毛 | 母の母ヤセイコーソ 1977 鹿毛                          | タケシバオー                                          | *チャイナロック                                       | *チャイナロック  |
| 母 ショウナングレイス 1989 鹿毛 | 母の母ヤセイコーソ 1977 鹿毛                          | タケシバオー                                          | タカツナミ                                            |                  |
| 母 ショウナングレイス 1989 鹿毛 | 母の母ヤセイコーソ 1977 鹿毛                          | メジロチドリ                                          | *ベンマーシャル                                       | *ベンマーシャル  |
| 母 ショウナングレイス 1989 鹿毛 | 母の母ヤセイコーソ 1977 鹿毛                          | メジロチドリ                                          | メジロハリマ                                          |                  |
| 母系(F-No.)                     | アサマユリ系(FN:7-c)                                  | アサマユリ系(FN:7-c)                                  | アサマユリ系(FN:7-c)                                  | [ § 3 ]          |
| 5代内の近親交配                 | Northern Dancer 4×4、ネヴァービート 4×5、Nasrullah5×5 | Northern Dancer 4×4、ネヴァービート 4×5、Nasrullah5×5 | Northern Dancer 4×4、ネヴァービート 4×5、Nasrullah5×5 | [ § 4 ]          |
| 出典                            | 1. 2. 3. 4.                                           | 1. 2. 3. 4.                                           | 1. 2. 3. 4.                                           | 1. 2. 3. 4.      |

母系はアストニシメント→アサマユリ系。4代母メジロハリマの子孫にメジロファントム（目黒記念・秋、東京新聞杯）、メジロジュピター（中山大障害・春）、メジロハイネ（セントライト記念、中山牝馬ステークス）、ショウナンタキオン（新潟2歳ステークス）、ショウナンアポロン（マーチステークス）などがいる。